# Himmelskönig, sei willkommen
Himmelskönig, sei willkommen (BWV 182) is een religieuze cantate, gecomponeerd door Johann Sebastian Bach.

## Programma
Cantate geschreven voor Palmzondag in Weimar en uitgevoerd op 25 maart 1714. Naderhand meerdere malen bewerkt en aangepast onder andere voor de uitvoering op het feest van Maria Boodschap, 25 maart 1724 te Leipzig. De cantate behoort tot de eerste cantatejaargang. Bijbellezingen voor die zondag zijn:
- Filippenzen 2, 5-11 (Daarom heeft God hem verhoogd en hem genadig de naam verleend die is boven alle naam)
- Matteüs 21, 1-9 (Hosanna voor de zoon van David! - gezegend hij die komt in de naam des Heren - hosanna)

## Tekst
De poëtische toon van de cantatetekst doet vermoeden dat deze geschreven werd door de Weimarse hofdichter Salomo Franck. 
Inhoud
1. Sonata (concerto: Grave, Adagio)
2. Koor "Himmelskönig, sei wilkommen"
3. Recitatief (bas) "Siehe, siehe,ich komme"
4. Aria (bas) "Starkes Lieben, das dich, großer Gottessohn"
5. Aria (alt) "Leget euch dem Heiland unter"
6. Aria (tenor) "Jesu, laß durch Wohl und Weh"
7. Koor "Jesu, deine Passion"
8. Koor "So lasset uns gehen in Salem der Freuden"

## Muzikale bezetting
Blokfluit; viool 1 en 2; altviool 1 en 2 en basso continuo (inbegrepen violoncello en violine)

## Toelichting

### Algemeen
Dit is de eerste cantate  die Bach componeerde na zijn promotie aan het Weimarse Hof in 1714 dat resideerde in het paleis Wilhelmsburg. Ze weerklonk voor het eerst in de hofkerk genoemd Himmelsburg van het hertogelijke hof te Weimar op 25 maart 1714. Op die dag vielen toevallig de feestdagen Palmzondag en Maria-Boodschap samen in de liturgische kalender. Volgens Luthers gebruik krijgt het feest van Maria-Boodschap een christologische duiding; in plaats van Maria wordt Christus, de Hemelse Koning vereerd. De uitvoerders van de cantate bevonden zich in de Capelle, de hooggelegen galerij van de hofkerk die via een enorme vide verbonden was met de andere delen van de hofkerk.
Bach greep deze gelegenheid met beide handen aan om zijn artistiek visitekaartje af te geven en de hofkapel van zijn beste kant te laten zien, zoals blijkt uit de opzet van de cantate in acht delen en de tienstemmige tutti-gedeeltes. Mogelijkerwijs leidde Bach zelf als concertmeester de uitvoering vanaf de eerste lessenaar en trad daarbij dus ook op als soloviolist. 

### Bachs muzikale verwerking
Juist door de gewijde poëzie van de cantatetekst pakt het werk uit als een expressieve muzikale preek over het Palmzondag-evangelie (Mattheüs 21: de triomfale intocht van Jezus in Jeruzalem).
- De instrumentale openingssonate klinkt als statige intochtsmuziek in G grote terts, en heeft een bijzondere klankkleur door het duo van viool en blokfluit en de getokkelde strijkersbegeleiding. De blokfluit en de eerste viool concerteren met elkaar in een dartel samenspel van ingehouden vreugde, fonkelend en twinkelend als sterren.
- In vers 2 staan wij langs de weg en wuiven Hem toe: Komm herein, kom toch binnen!
- Christus wordt geloofd als de genezer van de wereld (vers 4)
- De gelovigen worden opgeroepen om hem tegemoet te gaan (vers 5)
- Er wordt gebeden Laat mij niet, o Heer, verlaten het banier van het Kruis (vers 6)
- Het lijden van Christus en de betekenis daarvan wordt aangekondigd in de vorm van een puntgaaf koormotet in Renaissancestijl (vers 7)
- Dit mondt uit in de verwachting van de komst van de gelovigen in het eeuwige Jeruzalem, het Salem der vreugde opgevat als een feestdag in drieachtstemaat (vers 8). Het is het volmaaktste deel van de cantate bedacht in perfecte rekenkundige getalsverhoudingen.